# Vía aérea (anatomía)

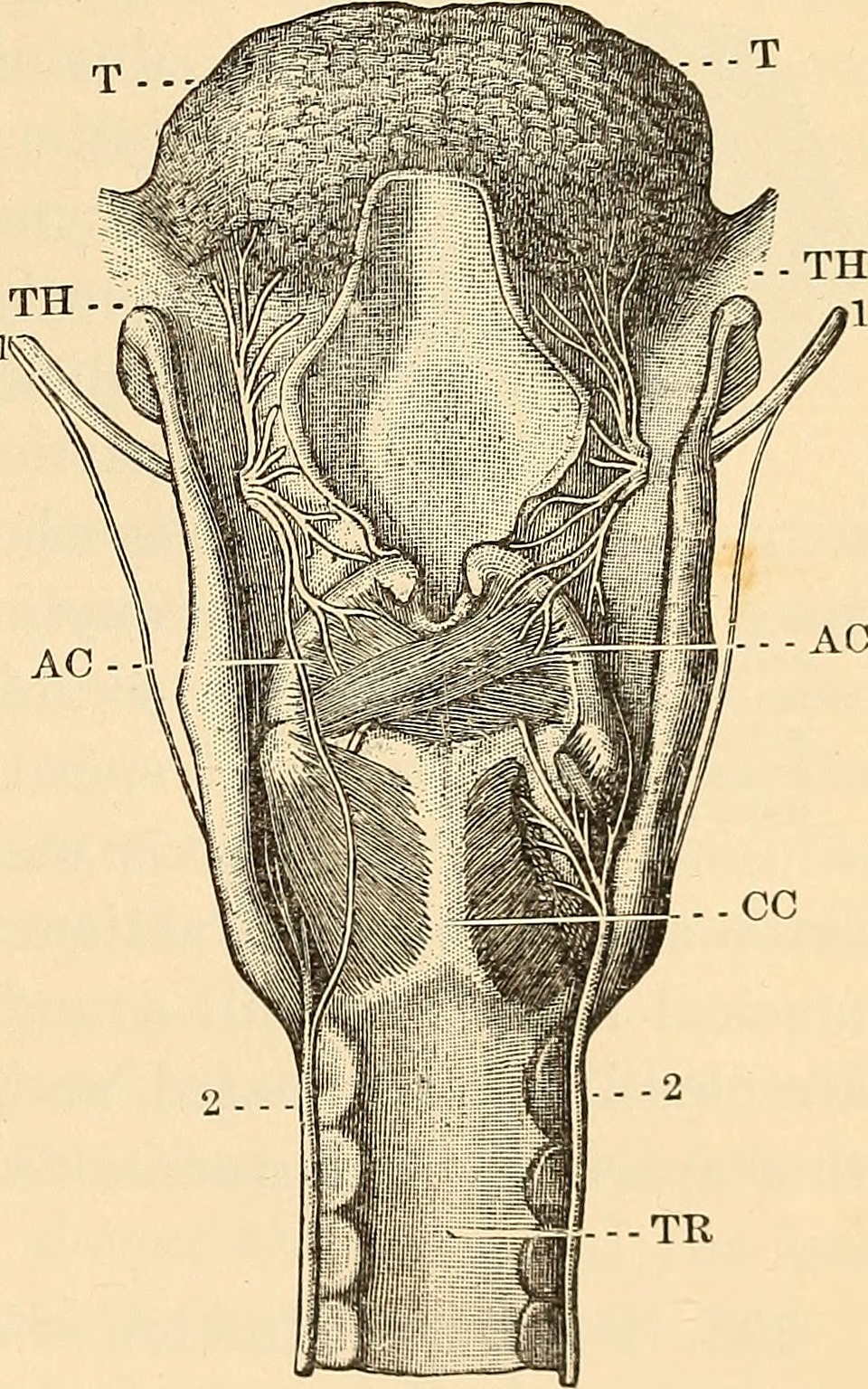
Vista posterior de la laringe

En anatomía, y en medicina en general, se conoce como vías aéreas a la parte superior del aparato respiratorio. Es la parte por la que discurre el aire en dirección a los pulmones, donde se realizará el intercambio gaseoso. Cuando una persona esta en paro o en shock abriendo las vías aéreas puede llegar a salvarle la vida.
En el ser humano, está compuesto por las siguientes partes:
- Vías aéreas superiores:
  - Fosas nasales.
  - boca.
  - Faringe.
  - glotis.
  - epiglotis.
- Vías aéreas inferiores:
  - laringe.
  - Tráquea.
  - Bronquios.
  - Bronquiolos.
  - Alvéolo pulmonar.